# 奥利根スノーパーク
奥利根スノーパーク（おくとねスノーパーク）は、群馬県利根郡みなかみ町向山に位置するスキー場である。運営会社は株式会社鈴木商会。

## 概要
朝8時〜22時（土・祝前日・日曜は6時〜）（金・土・祝前日は〜24時）までのロング営業をしている。
水上エリアのナイター対応スキー場としてノルン水上スキー場と並び人気がある。
小学生（12歳）以下はリフト料金無料。

## ゲレンデ
- ブナの木コース (900m 初中級 最大斜度25度。2016-2017シーズンから新設。ナイター営業なし)
- 向山ゲレンデ (600m 初中級 最大斜度22度) 第3リフトを降りて右側。リフト左側にはメインパークとなる向山パークがある。
- くらししゲレンデ (600m 中級 最大斜度30度)
- かもしかコース（600m 初級 最大斜度8度）
- ツリーランコース（200m 上級(非圧雪) 最大斜度33度。2015-2016シーズンから新設。ナイター営業なし）
- 万治平ゲレンデ (200m 初級 最大斜度18度)
- 展望コース (1,000m 上級(非圧雪コブ斜面) 最大斜度33度。ナイター営業なし)
- 林間コース (550m 中級 最大斜度25度)
- 林道コース（1,500m 初級者下山用 最大斜度8度。2014年からナイター対応となった）
- モーグルバーン (240m 中級 最大斜度28度)
- 杉の子ゲレンデ (林間コース・展望コースから接続する下部ゲレンデ。初心者練習用)

## 施設
- シングルリフト1本・ペアリフト6本(第2・第3リフトのAB線を含む)。平日は4本のみ(第1リフトA線・第2リフトB線・第3リフトA線・第4リフト)の運行であることが多い。
- ゲートハウス （山麓駐車場前 チケット売場、レンタル、ロッカー・更衣室、レストラン、売店）
- レストハウス（ゲレンデ中腹 レストラン、売店、ロッカー・更衣室）

## アクセス
- 車
  - 関越自動車道水上ICより10km
  - 駐車料金は全日無料。24時間開放している。

## 沿革
- 1972年(昭和47年) - 向山スキー場跡地を拡張し奥利根国際スキー場として鈴木商会（旧称鈴木総本社）により開業[1][2]。その後水上奥利根スキー場という名称に変わる。
- 2007年(平成19年) - 2007-2008シーズンから奥利根スノーパークに改称。
- 2014年(平成26年) - 2014/01/24から林道コースにナイター照明を設置。日テレ系『NOGIBINGO!2』のロケ地として利用される。山麓のゲートハウスを建て替え、2014-2015シーズンから使用開始。
- 2015年(平成27年) - 2015-2016シーズンからツリーランコースを新設。記録的な暖冬のため、2015-2016シーズンの営業期間は12/30-3/18という短いものとなり、ゲレンデコンディションも良好とは言えなかった。
- 2016年(平成28年) - 2016-2017シーズンから、これまでのゲレンデ最上部の上に第4リフトを新設してブナの木コースを新設。標高最高地点が100m近くアップし、コース面積が35haから39haに拡張した。人工降雪機も大幅に増設した。
- 2017年(平成29年) - 2017-2018シーズンの1日券は5000円と、群馬エリア最高額に設定された。モーグルスクール F-styleが奥利根から撤退。